# Прихваћеност
Прихваћеност у психологији је пристанак особе на реалност ситуације, препознавање процеса или стања (често негативне или непријатне ситуације) без покушаја да се промени. Концепт је по значењу близак сагласности, изведен из латинског acquiēscere (пронаћи одмор у нечему).

## Дефиниција
Израз прихваћеност је именица са различитим значењима. Када особа којој је упућен предлог га прихвати представља прихваћеност, која се назива и споразум. На пример, ако неко поклони, а други прими, онда је поклон прихваћен. Друга дефиниција прихваћености се односи на позитивну добродошлицу и припадање, наклоност и подршку. На пример, неко се може свидети некоме и прихватити га због одобрења те особе. Такође, прихваћеност може бити чин веровања или пристанка. Дефиниција се преклапа са трпељивости, али нису синоними.
Прихваћеност се дефинише као изричит чин или импликација понашањем које изражава сагласност са условима понуде на начин који понуда позива или захтева тако да се формира обавезујући уговор.
Екхарт Толе, духовни учитељ, дефинише прихваћеност као „предају садашњем” одговору на све што се догоди у било ком тренутку живота. Наводи да треба да се посматра шта се дешава, а да не да се прича о томе. У својој књизи Stillness Speaks наводи како је лако променити причу која не прати чињенице неке ситуације које су увек неутралне. Када неко посматра шта се дешава, долази до свести и тада прихваћеност ситуације постаје опција која је доступна у сваком тренутку.
Прихваћеност представља допуштање, дозвољавајући да нежељена приватна искуства (мисли, осећања и пориви) дођу и оду без задржавања.

## Веровања
Прихваћеност је фундаментално суштинско уверење већине аврамске религије: реч ислам може се превести као прихватање, предаја или добровољно потчињавање, а хришћанство је засновано на прихватању Исуса Христа и прихватање Божје воље. Религије и психолошки третмани често сугеришу прихваћеност када нам се ситуација и судбина не свиђа или када је промена могућа само уз велику цену или ризик. Прихваћеност се дефинише и као недостатак спољашњих покушаја у могућој промени, али се та реч користи и конкретније за когнитивно или емоционално стање.
Унутар хришћанских веровања, прихваћеност се карактерише као прихватање реалности ситуације засноване на поверењу у Божју савршену вољу и контролу. У муслиманској заједници прихватање Алаха је слично хришћанима у прихватању Бога као узвишеног бића (Бејтс, 2002). Јевреји прихватају десет Божијих заповести као начин живљења (Макдауел и Стјуарт, 1983).
Веровање и прихваћеност се по значењу преклапају, али прва узима нешто као истину, док друга представља властита уверења. Прихваћеност пријатеља позитивно утиче на самопоштовање, благостање и емоционалне погледе појединца. Без прихваћености индивидуа пати од низа психолошких проблема.